# Ginette Jany-Sendral
Ginette Jany, coniugata Sendral (Tolosa, 12 gennaio 1932), è un'ex nuotatrice francese.
Specializzata nel dorso e nello stile libero, ha partecipato ai Giochi di Londra 1948, di Helsinki 1952, e di Melbourne 1956.
È la sorella del nuotatore olimpico Alex Jany.